# Scarlett Werner
Scarlett Werner (* 21. November 1984 in München als Scarlett Kotschwara) ist eine deutsche Tennisspielerin, die in Berlin lebt und für den TC Rüppurr Karlsruhe in der 1. Damen-Bundesliga antritt.

## Karriere
Sie gewann bisher fünf Einzel- und mit wechselnden Partnerinnen sieben Turniere der ITF. In ihrer ersten Karriere wurde Scarlett Werner bereits als Wunderkind und mögliche Nachfolgerin von Steffi Graf gehandelt. Mit dreizehn Jahren debütierte sie bei den French Open, mit vierzehn in Wimbledon und mit fünfzehn bei den US Open. Mit 16 Jahren gab sie ihr Debüt bei den deutschen Fed-Cup-Damen unter Auswahlchef Markus Schur. Im Jahr 2002 musste Scarlett Werner zu Beginn eines Turniers in Acapulco nach einem Blinddarmdurchbruch notoperiert werden und kam nur knapp mit dem Leben davon. Zu dem Zeitpunkt war sie 17 Jahre alt. Im Februar 2003 gab sie ihren Rücktritt vom Profitennis bekannt und begann kurz danach ein Medizinstudium.
Im Jahr 2009 startete sie ihre zweite Karriere und konnte 2010 und 2011 mehrere Turniersiege auf der ITF-Tour feiern. Am 31. Oktober erreichte sie mit Position 277 ihre höchste Weltranglistenplatzierung im Einzel. Seit Oktober 2011 bestritt sie kein Profiturnier mehr und wird seit Jahresende 2012 nicht mehr in den Weltranglisten geführt.

## Turniersiege

### Einzel
| Nr. | Datum           | Turnier      | Kategorie   | Belag | Finalgegnerin     | Ergebnis      |
| --- | --------------- | ------------ | ----------- | ----- | ----------------- | ------------- |
| 1.  | 9. Mai 2010     | Wiesbaden    | ITF $10.000 | Sand  | Elise Tamaela     | 5:7, 6:2, 6:4 |
| 2.  | 29. August 2010 | Braunschweig | ITF $10.000 | Sand  | Aminad Kushkhova  | 6:3, 6:0      |
| 3.  | 1. Mai 2011     | Bournemouth  | ITF $10.000 | Sand  | Romana Tabák      | 6:3, 7:5      |
| 4.  | 29. Mai 2011    | Velenje      | ITF $10.000 | Sand  | Silvia Njirić     | 6:2, 6:2      |
| 5.  | 21. August 2011 | Ratingen     | ITF $10.000 | Sand  | Elizaveta Ianchuk | 6:0, 7:5      |

### Doppel
| Nr. | Datum            | Turnier      | Kategorie   | Belag       | Partnerin        | Finalgegnerinnen                      | Ergebnis         |
| --- | ---------------- | ------------ | ----------- | ----------- | ---------------- | ------------------------------------- | ---------------- |
| 1.  | Oktober 2000     | Fiumicino    | Sand        | ITF $10.000 | Martina Babáková | Asimina Kaplani Maria Pavlidou        | 4:1, 4:1, 4:2    |
| 2.  | August 2009      | Versmold     | Sand        | ITF $10.000 | Elisa Peth       | Alenka Hubacek Kairangi Vano          | kampflos         |
| 3.  | August 2009      | Braunschweig | Sand        | ITF $10.000 | Elisa Peth       | Sabrina Baumgarten Syna Kayser        | 2:6, 6:3, [10:6] |
| 4.  | 26. Juni 2010    | Périgueux    | ITF $25.000 | Sand        | Elise Tamaëla    | Ljudmyla Kitschenok Nadija Kitschenok | 6:2, 6:1         |
| 5.  | 31. Juli 2010    | Bad Saulgau  | ITF $25.000 | Sand        | Elise Tamaëla    | Ana Jovanović Anna Zaja               | 6:1, 4:6, [10:7] |
| 6.  | 12. Februar 2011 | Mallorca     | ITF $10.000 | Sand        | Daniëlle Harmsen | Réka Luca Jani Conny Perrin           | 6:4, 6:3         |
| 7.  | Mai 2011         | Velenje      | ITF $10.000 | Sand        | Maria Abramović  | Dejana Raickovic Dalija Safirowa      | 6:4, 6:4         |